# Slag bij Meadow Bridge
De Slag bij Meadow Bridge vond plaats op 12 mei 1864 in Henrico County Virginia tijdens de Overland-veldtocht in de Amerikaanse Burgeroorlog. Deze slag is ook gekend als de Slag bij Meadow Bridges of de Slag bij Richmond Heights. Na de overwinning in de Slag bij Yellow Tavern op 11 mei rukte de Noordelijke cavalerie van generaal-majoor Philip H. Sheridan verder op in de richting van de Zuidelijke hoofdstad Richmond. Gevangen tussen de verdedigingswerken van de stad en de gezwollen Chickahominy werden de Noordelijken bestookt door de artillerie van generaal-majoor Fitzhugh Lee. Brigadegeneraal George A. Custer slaagde erin om via een beschadigde spoorwegbrug een uitweg te forceren. Zo waren de cavaleristen in staat om zich uit hun benarde situatie te bevrijden en de raid verder te zetten.

## Achtergrond
Op 11 mei 1864 had de Noordelijke cavalerie een overwinning behaald in de Slag bij Yellow Tavern op de Zuidelijken onder leiding van generaal-majoor J.E.B. Stuart. Stuart raakte tijdens de strijd dodelijk gewond.
Sheridan staakte de strijd en trok verder in zuidelijke richting naar Richmond terwijl hij de verlaten buitenste verdedigingswerken van de stad verkende. Toen het donker werd, begon het hevig te onweren. Toch bleven de Noordelijken in beweging en rukten verder op langs de Brook Pike. Door de duisternis realiseerden ze zich niet dat ze in een val aan het lopen waren. De Zuidelijken hadden op de weg torpedoes gelegd (een soort primitieve landmijnen). Verschillende paarden werden gedood, maar dit vertraagde de opmars van de colonne niet. Toen het opnieuw licht werd en de storm wegtrok, bevonden de Noordelijken zich op een kleine 4 km van de stad. Tot zijn ontzetting stelde Sheridan vast dat de verdedigingswerken in deze sector volledig bemand waren. Op zijn linkerflank lag de aangezwollen Chickahominy. Terwijl de achterhoede bedreigd werd door de Zuidelijke cavalerie.

## De slag

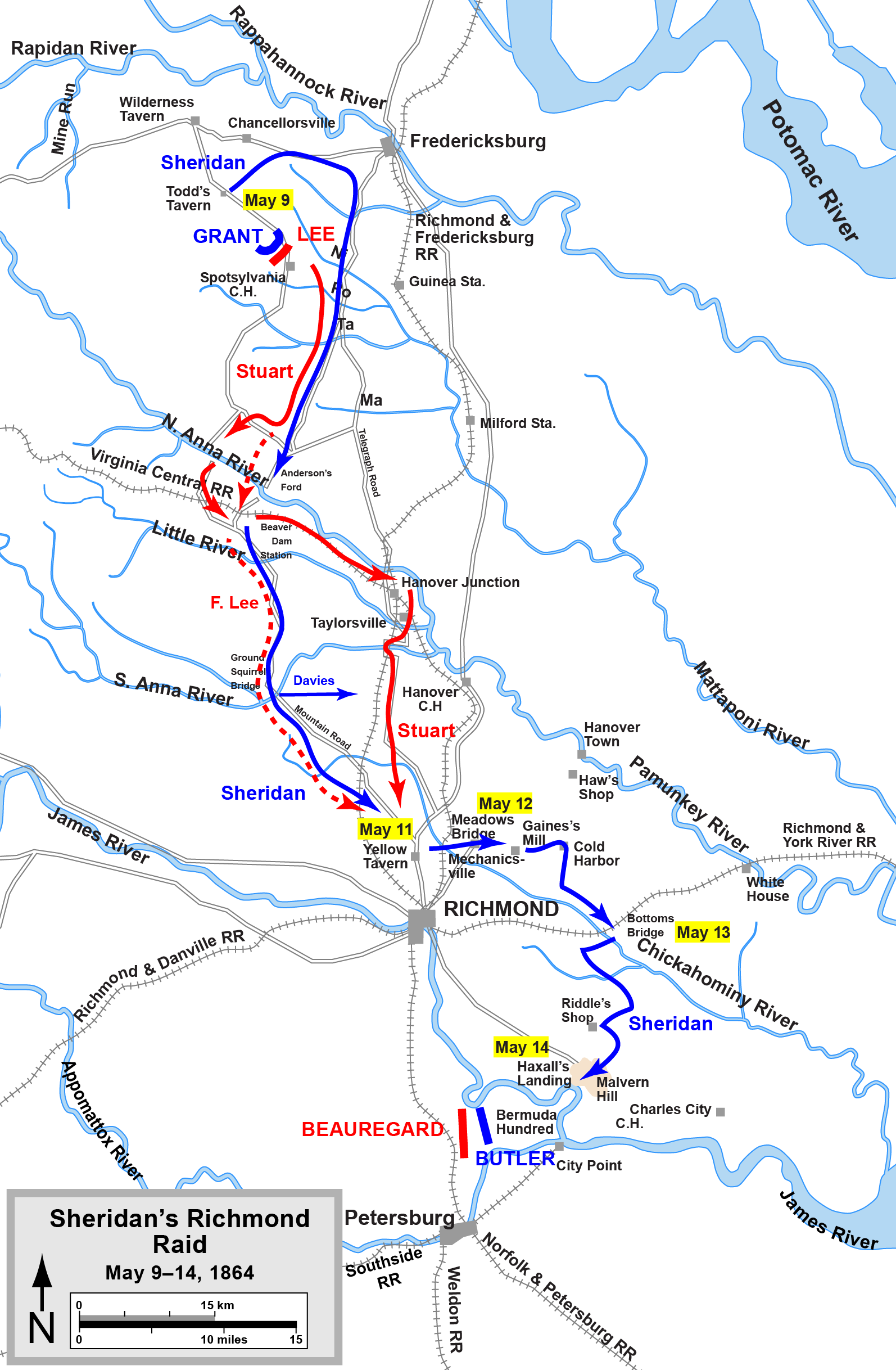
Sheridans raid op Richmond met de veldslagen bij Yellow Tavern en Meadow Bridge

Sheridan probeerde een uitweg te vinden. Hij zou een doorbraak proberen forceren via de Meadow Bridge, een beschadigde spoorwegbrug van de Virgina central Railroad die de rivier overspande. De Zuidelijken hadden een deel van de planken verwijderd. Dit maakte de brug onbruikbaar voor soldaten en paarden. Sheridan duidde de Michigan brigade van brigadegeneraal George A. Custer en een deel van de brigade van Wesley Merritts divisie aan om de brug en de nabijgelegen hellingen in handen te krijgen. De rest van de Noordelijke cavalerie zou de vijand op afstand proberen te houden. De andere twee brigades van Merritts divisie, aangevoerd door de kolonels Thomas C. Devin en Alfred Gibbs, namen het centrum voor hun rekening en hielden de vijandelijke eenheden in de defensieve stelling in het oog. Op het westelijke uiteinde van de Noordelijke linie, nabij Brook Church, diende de divisie van brigadegeneraal David McM. Gregg een eventuele opmars van brigadegeneraal James B. Gordon te weerstaan. Aan het andere uiteinde van de linie schermde brigadegeneraal James H. Wilson de toegangswegen naar de brug af.
De achterhoede van Greggs divisie werd bij het ochtendlicht aangevallen door een Zuidelijke infanteriebrigade vanuit de fortificaties. Deze brigade werd snel versterkt door lokale militie-eenheden. Wilsons soldaten gaven terrein prijs. Gregg had echter een scherpschutterslinie geformeerd en verstopt in een ravijn met lage begroeiing. Deze soldaten vuurden een dodelijke hagel af op de naderende vijand. Daarop vielen Wilsons manschappen de vijandelijke flank aan. De Noordelijke artillerie rekende af met het restant van de vijandelijke infanterie. Ondertussen was de bereden cavalerie van beide partijen slaags geraakt. Brigadegeneraal Gordon raakte dodelijke gewond en overleed op 18 mei.
Ondertussen zette Custer scherpschutters in om het Zuidelijk geweervuur te onderdrukken terwijl enkele soldaten van de 5th Michigan Cavalry de beschadigde spoorwegbrug probeerden over te steken. Ze werden al snel gevolgd door de 6th Michigan Cavalry en in de vroege namiddag was de andere oever gezuiverd van vijandelijke aanwezigheid. Custers soldaten hielden de Zuidelijken van zich af en veroverden twee stukken artillerie op de vijand. Ondertussen werden er opnieuw planken op de brug gemonteerd zodat de soldaten en de artillerie veilig konden oversteken. In de loop van de namiddag had Merrits divisie met succes de brug overgestoken. Ze trokken onmiddellijk op tegen de snel opgeworpen defensieve stellingen op Richmond Heights. De Zuidelijken werden terug gedreven tot Gaines’s Mill. Rond 16.00u was de rest van Sheridans cavalerie veilig over de brug geraakt. Na de oversteek vernielde Sheridan de brug om een eventuele achtervolging te vermijden.

## Gevolgen
Nadat zijn soldaten gerust hadden, verjoeg Sheridan de rest van de Zuidelijke soldaten in het gebied. Ze marcheerden daarna in de richting van Mechanicsville. Ze overnachtten bij Gaines’s Mill en trokken daarna verder naar de Bottom’s Bridge. Daar aangekomen merkten ze dat de brug eveneens beschadigd was. Ze sloegen hun tenten op en herstelden de brug. De soldaten kregen honger. Hun rantsoenen waren zo goed als op. Op 14 mei bereikten ze Haxall’s Landing bij de James. De raid was afgelopen.
In zijn rapport vermeldde Sheridan 170 slachtoffers. De Zuidelijke verliezen zijn niet gekend. Sheridan had tijdens de volledige raid 625 soldaten verloren tegenover 800 Zuidelijke slachtoffers. Op tactisch vlak had hij Stuart verslagen en gedood en was daarna Fitzhugh Lee te slim afgeweest. Op strategisch vlak echter kon deze raid geen succes genoemd worden. Grant verloor enkele dagen de ogen en oren van het leger die misschien kon helpen tijdens de Slag bij Spotsylvania Court House en de opmars naar de North Anna.